# Championnat du Turkménistan de football 2023
Navigation
Saison 2022 Saison 2024
La saison 2023 du Championnat du Turkménistan de football est la trente-et-unième édition de la première division au Turkménistan. La compétition rassemble les neuf meilleurs clubs du pays qui sont regroupés au sein d'une poule unique et s'affrontent tois fois. Il n'y a ni promotion, ni relégation en fin de saison.
Cette saison voit l'arrivée d'un nouveau club, le FK Arkadag, représentant la ville nouvelle d'Arkadag dans la banlieue d'Achgabat.
C'est ce nouveau club qui remporte le championnat cette saison, après avoir terminé en tête du classement final, avec 18 points d'avance sur le FK Altyn Asyr et ayant remporté tous ses matchs. Il s'agit donc du premier titre de champion du Turkménistan pour le FK Arkadag, qui réalise également le doublé en s'imposant en finale de la Coupe nationale face au FK Ahal Änew.

## Les clubs participants
- FK Altyn Asyr
- Nebitçi FT
- Merw Mary
- Şagadam FK
- FK Ahal Änew
- Köpetdag Achgabat
- FK Achgabat
- Energetik Mary
- FK Arkadag - nouveau club

## Qualifications continentales
Le champion se qualifie pour lepremier tour de la Ligue des champions 2 de l'AFC 2024-2025, le vice-champion se qualifie pour la phase de poules de la Challenge League de l'AFC 2024-2025.
Cependant les qualifications dépendent des licences obtenus par les clubs. 

## Compétition
Le barème de points servant à établir le classement se décompose ainsi :
- Victoire : 3 points
- Match nul : 1 point
- Défaite : 0 point

### Classement
| Rang | Équipe            | Pts | J  | G  | N | P  | Bp | Bc | Diff |
| ---- | ----------------- | --- | -- | -- | - | -- | -- | -- | ---- |
| 1    | FK ArkadagC       | 72  | 24 | 24 | 0 | 0  | 83 | 17 | +66  |
| 2    | FK Altyn Asyr     | 54  | 24 | 17 | 3 | 4  | 57 | 26 | +31  |
| 3    | Nebitçi FT        | 43  | 24 | 13 | 4 | 7  | 41 | 31 | +10  |
| 4    | FK Ahal Änew T    | 38  | 24 | 12 | 2 | 10 | 41 | 32 | +9   |
| 5    | FK Achgabat       | 30  | 24 | 9  | 3 | 12 | 35 | 51 | -16  |
| 6    | Köpetdag Achgabat | 28  | 24 | 8  | 4 | 12 | 31 | 49 | -18  |
| 7    | Energetik Mary    | 17  | 24 | 5  | 2 | 17 | 16 | 46 | -30  |
| 8    | Merw Mary         | 14  | 24 | 3  | 5 | 16 | 17 | 44 | -27  |
| 9    | Şagadam FK        | 14  | 24 | 3  | 5 | 16 | 16 | 41 | -25  |

|  | Qualification pour le premier tour de la Ligue des champions 2 de l'AFC 2024-2025 |
|  | Qualification pour la Challenge League de l'AFC 2024-2025                         |
|  | T : Tenant du titre C : Vainqueur de la Coupe du Turkménistan                     |

- Le champion FK Arkadag n'ayant pas de licence pour la ligue des champions est reversé en Challenge League de l'AFC 2024-2025, le vice champion FK Altyn Asyr prend sa place en Ligue des champions 2 de l'AFC 2024-2025.

## Bilan de la saison
| Championnat du Turkménistan de football 2023 |                        |
| Champion                                     | FK Arkadag (1er titre) |
| Coupes et trophées                           |                        |
| Vainqueur de la Coupe du Turkménistan 2023   | FK Arkadag             |
| Qualifications continentales                 |                        |
| Ligue des champions 2 de l'AFC 2024-2025     | FK Altyn Asyr          |
| Challenge League de l'AFC 2024-2025          | FK Arkadag             |
| Promotions et relégations                    |                        |
| Promus en Yokary Liga                        | Aucun                  |
| Relégués en Birinji Ligasy                   | Aucun                  |